# 庄家弘
庄 家弘（しょう いえひろ）は、平安時代末期の武士。武蔵国栗崎館初代館主。本庄氏の祖。

## 児玉党本拠地の移転
武蔵七党の一つにして最大勢力を有した児玉党の本宗家3代目である児玉家行の嫡子として誕生。
児玉党本宗家4代目を継いだ後は、児玉党の本宗家である児玉氏から庄氏（荘氏）を名乗り、以降、児玉党本宗家は庄氏を名乗る様になる。北上して本拠地を武蔵児玉郡大寄郷若泉庄の栗崎村に構え館を築いたと考えられる。栗崎に土着し児玉庄太夫家弘を称した（大夫も参照）。児玉党が児玉氏によって支配されたのは3代目までであり、それ以降は庄氏・本庄氏を名乗り、武蔵の北部国境付近である現在の本庄に館を築く様になった。以後、栗崎・北堀・本庄は児玉党本宗家の領地となる。本庄は内陸部の台地であり、南に大久保山（山と言うより丘）、北に利根川と言った地理条件があった。
家弘の孫・庄家次の代になり、庄氏本宗家は栗崎館を去り、西日本に土着した為、在地に残った時家により、北堀の地に館が構えられ、本庄氏を名乗る様になる。

## 改姓の経緯
家弘の弟（＝児玉氏分家）である二郎家遠が「塩谷」の地を、三郎親家が「富田」の地を、父である家行から譲られ、本宗家の子息がそれぞれ児玉地内を分割領有した事により、本来の「児玉」の意を成さなくなった事によると考えられる。

## 系譜
- 祖父：有道児玉大夫弘行（児玉党本宗家2代目。11世紀末の後三年の役に参戦し、有大夫弘行として記述されている。有は有道氏の略）
- 父：（有道）児玉武蔵権守家行
- 弟：児玉二郎家遠（後の塩谷平太夫家遠）、児玉三郎親家（後の富田三郎親家）
- 子：庄太郎家長、庄二郎弘高、庄三郎忠家、庄四郎高家、庄五郎弘方の5人。本宗家（嫡男）以外は、父家弘からそれぞれ領地を与えられ、新たに氏を名乗った。彼らは源氏方に従い、治承・寿永の乱（源平合戦）など各戦で活躍する事となる。なお、『吾妻鏡』『荘家文書』『武蔵七党系図』などの資料には、名前の誤記や系譜伝承の混乱が生じている。その為、系譜については諸説ある。

『武蔵七党系図』（14世紀中頃以降に成立）には、家弘の嫡男は、庄権守弘高（別の文献では藤原弘高）とあり、その嫡男が家長であると記されているが、名の継承の観点と所領の継承の観点から研究者の間ではこの系図の説は否定されている。また、庄氏が藤原姓を名乗ったのも鎌倉期より以後の事である。

## 備考
- 諸説あるが、児玉庄は現在の本庄市に比定されており、本宗家は児玉庄を営みながら周辺に勢力を展開していったものと考えられている。『玉葉』に記述される児玉庄も児玉郡北部内と見て、問題はない。
- そもそも児玉町には家弘および家長に関する伝承はないが、明治33年発行の『児玉記考』を読めば分かるとおり、本庄市内には家弘と家長、そして家次、時家の伝承が残っている。弘高に関する伝承が残っていない事からも弘高が嫡男ではなかった事も分かる（近年の系図研究からも家長が家弘の嫡男であるとする説が出されている）。また、栗崎地内の寺院（庄氏菩提寺の）伝承においても家長と頼家に関する伝承が語られている（本庄市内には家長が建てたと伝えられる大山阿夫利神社、現・阿夫利天神社もある）。栗崎の地が庄氏惣領家の本貫地であった事は有力説であり、館跡がある事からも分かる。一方で、北堀説には疑問もある。
- 『児玉記考』の一節、「元弘年間（元永年間の誤りと考えられる）、児玉郡大寄郷若泉庄の北堀は、児玉庄太夫家弘の時代では東本庄と称し、城堡があった。その後、北堀丹波守時家（本庄氏）の時代になると東本庄から北堀と称した」とある。北堀と栗崎の地は隣接している為、12世紀では区画の境が曖昧だったとも考えられる。
- 『武蔵七党系図』によれば、父家行と同様に「河内守」と記載されている事から、児玉郡栗崎村に移住する以前は河内村（現児玉町河内）を拠点にしていたものと考えられる。家行と家弘は、「河内権守」や「河内守」と記述されているが、決して河内国を意味しているのではなく、かつて、児玉党の本宗家が児玉郡の河内村を拠点としていたと言う意味である。
- 伝承によっては、「家弘の子、庄四郎高家は本庄に土着し、庄を氏と成し」とあるが、1人で土着したのであれば単体で館があるはずで、本庄に土着したのではなく、本庄の栗崎村で生まれたの誤りと考えられ、後に児玉の蛭川村へ移住（南下）したと考えられる。こうした事（高家が蛭川へ移住する以前の伝承が児玉にはない事と生きていた年代、さらに系図等で児玉を称していなかった事）からも、庄氏一族は栗崎村の生まれと考えられる。つまり、家弘の子息達が河内村から移住したものとは考え難い。
- 諸々の上述をふまえると、家行が生きている間に、3人の子息に領地を与えたと言う事は、その時点では、まだ河内庄を治めていた＝河内守を称していたのは家行自身であったと考えられ、その間に家弘が児玉庄を開拓し、営み、家行の没後、再び河内へ戻ったと推測する事もできる。遵って、通説としては、家長が栗崎に館を築いたと考えられているが（説であって断定はされていない）、家弘が築いた可能性もないわけでない。例えば、根津美術館所蔵の古文書の一つには、時家系本庄氏が筑前国小中庄の地頭職を与えられていた事が記されている。しかし、七党系図を初め、どの系図にも時家系本庄氏が小中庄の地頭になったとは記述されていない（後に剥奪された事が影響しているとも考えられる）。こうした事からも系図に記述されている事が全てであると捉える発想は安易である。